# Grand-Popo
Pour les articles homonymes, voir Popo.
Grand-Popo est une commune et une ville côtière du sud-ouest du Bénin, au sein du département du Mono.

## Géographie
Grand-Popo est située dans la baie du Bénin, à proximité de la frontière togolaise.
| Togo  | Athiémé          | Houéyogbé |
| Togo  | Grand-Popo       | Comè      |
| Aného | Océan Atlantique | Ouidah    |

Elle est composée de sept arrondissements : Adjaha, Agoué, Avloh, Djanglanmey, Gbéhoué, Sazoué et Grand-Popo.

## Histoire
Les relations commerciales de la région de Grand-Popo avec l'Europe étaient déjà établies au XVIIe siècle, avant l'entrée en lice de Porto-Novo. Grâce à sa configuration de presqu'île, prise entre la mer et l'un des bras du fleuve Mono, elle était considérée comme une rade assez sûre pour l'économie de traite. Les constructions – généralement des maisons à un étage, en briques cuites et avec un plancher en bois – étaient regroupées dans le quartier Gbekon, à côté du marché central, face à la plage. L'érosion côtière, un phénomène apparu à la fin des années cinquante et très marqué à Grand-Popo, a eu raison de cette architecture, aujourd'hui à l'abandon. Plus tardives, les premières missions, catholiques et protestantes, construites en bord de mer, ainsi que la première école, ont subi le même sort.

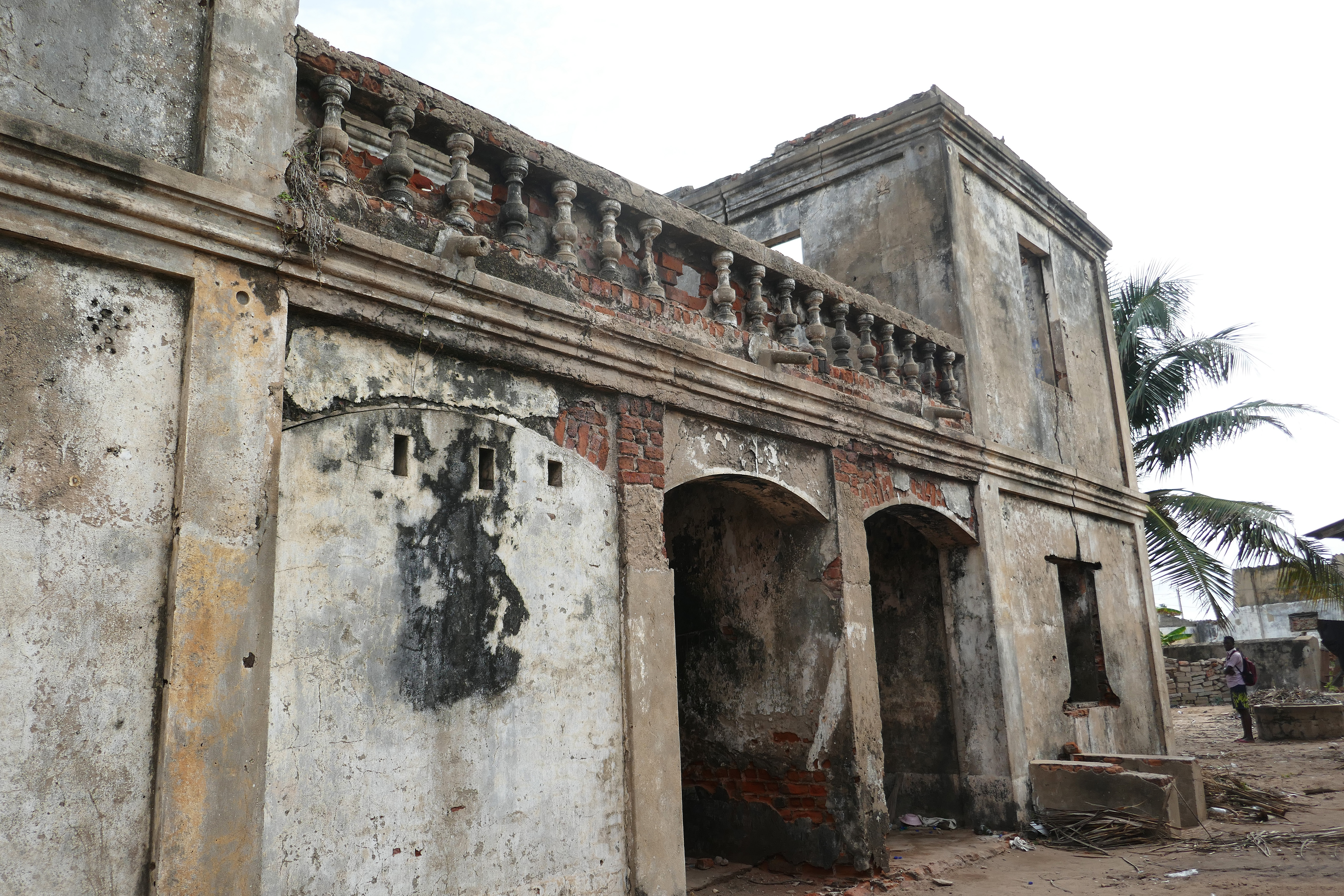
Vestiges de l'architecture coloniale

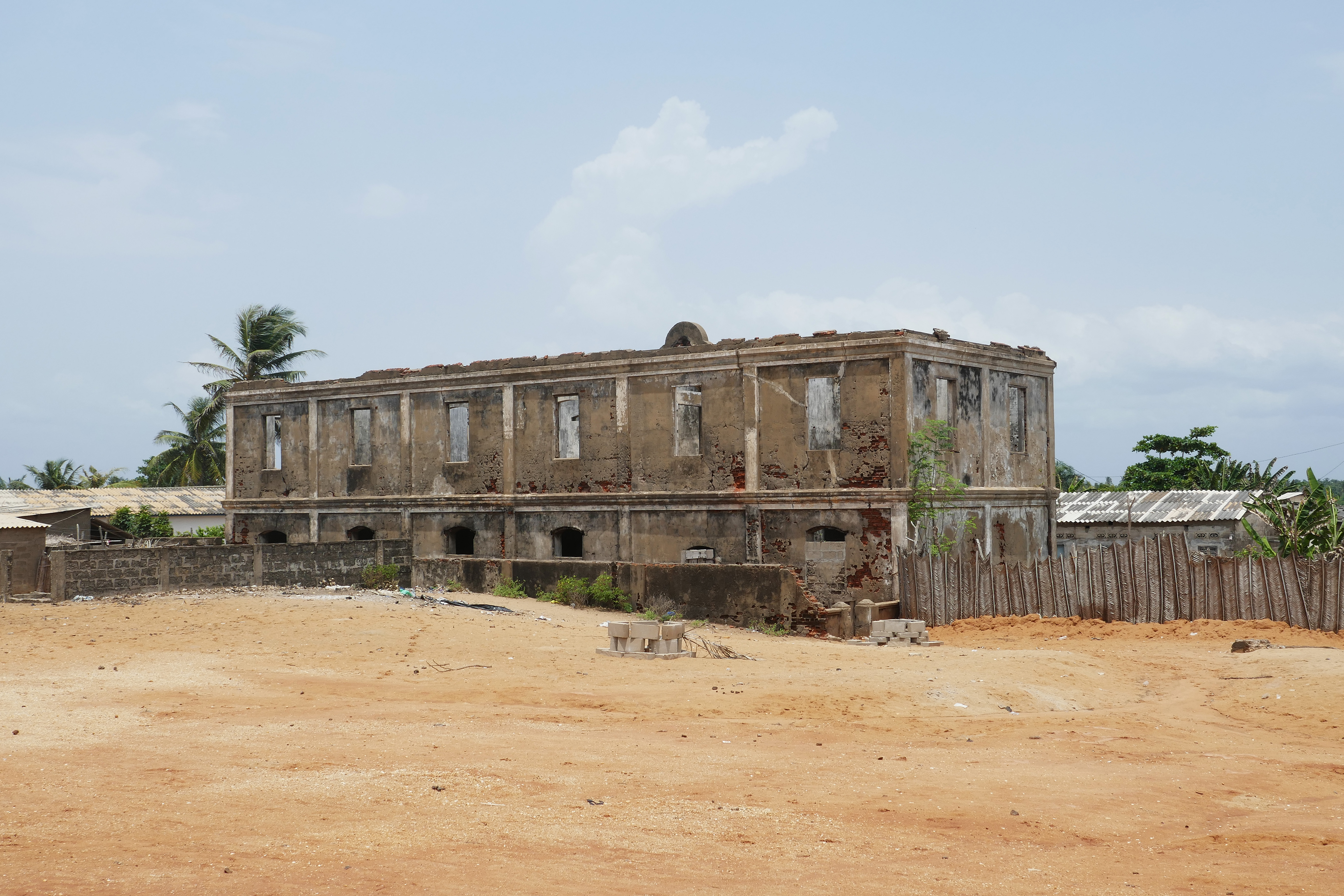
Vestiges de l'architecture coloniale

Au Xe siècle, l'esclavage se faisait entre Africains. Il était pratiqué par les armées locales, les occultistes et les rois. L'esclavage en Afrique avait un but militaire mais aussi de familiarisation avec des races jugées alors plus puissantes, en capturant à la guerre des femmes esclaves.
Au XVIIe siècle, les rois et chefs d'armée d'ethnie fon de Djanglanmey dominaient la région, ce qui favorisait le commerce des esclaves avec les Européens. Grand-Popo était ainsi un poste de commerce entre l'Europe et l'Afrique avant l'abolition de l'esclavage par les occidentaux.
Il existe une tradition orale du traditionnel Azé de kankèkpa-Djanglanmey; après la tradition orale, l'histoire est conservée par des livres des écrivains, des poésies écrites, chantées ou rappées.
Grand-Popo est une vaste région composée des kotafons qui ont émigré depuis l'est de l'Afrique subsaharienne pour s'installer en Afrique de l'ouest, en majorité au sud Bénin et des Xwlà venus de tado et aussi des Ewe en minorité.
L'ancienne frontière coloniale nommée Ahon dindji ou Axon dindzi était une frontière ancestrale érigée à cause des guerres territoriales qui impliquaient que normalement les autochtones du Grand popo étaient des Togolais ayant fui les guerres de succession et la conquête des terres africaines avant la traite négrière. Les kotafons sont aussi divisés en secteurs selon leur clan, comme Lokossa, Djanglanmey, Bopa et bien d'autres. Djanglanmey était influent dans le commerce des esclaves à cause des guerriers commerçants comme Azé ou Azrê qui étaient cofondateurs de Djanglanmey résidant à Kankèkpa et régna après Ga-komé, ainsi il détient l'histoire de Djanglanmey car la majorité vivant à Djanglanmey demeure des émigrants et des descendants d'esclaves libre. Avant la conquête coloniale, les travaux forcés dans les champs de palmiers à huile et l'esclavage entre région dominait les activités dans presque tout l'Afrique subsaharienne. Les Fon originaires de Tado (Togo) qui sont bien connus, dans le temps colonial, comme Royaume d'Abomey de Houegbadja vivant au sud de l'actuel Bénin, dans leur conquête des terres et leur imposition de souveraineté ont déclenché des guerres de succession d'où naît le peuple Xwlà qui sont installés dans l'une des parties de Grand-Popo, les Xwlà sont aussi les pédah. Ses frères Xwlà et Kotafon vivaient aussi de la pêche à cause des cours d'eau qui enrichissent leur région et parfois cela devient des problèmes à cause de l'inondation.

## Politique

### Politique environnementale

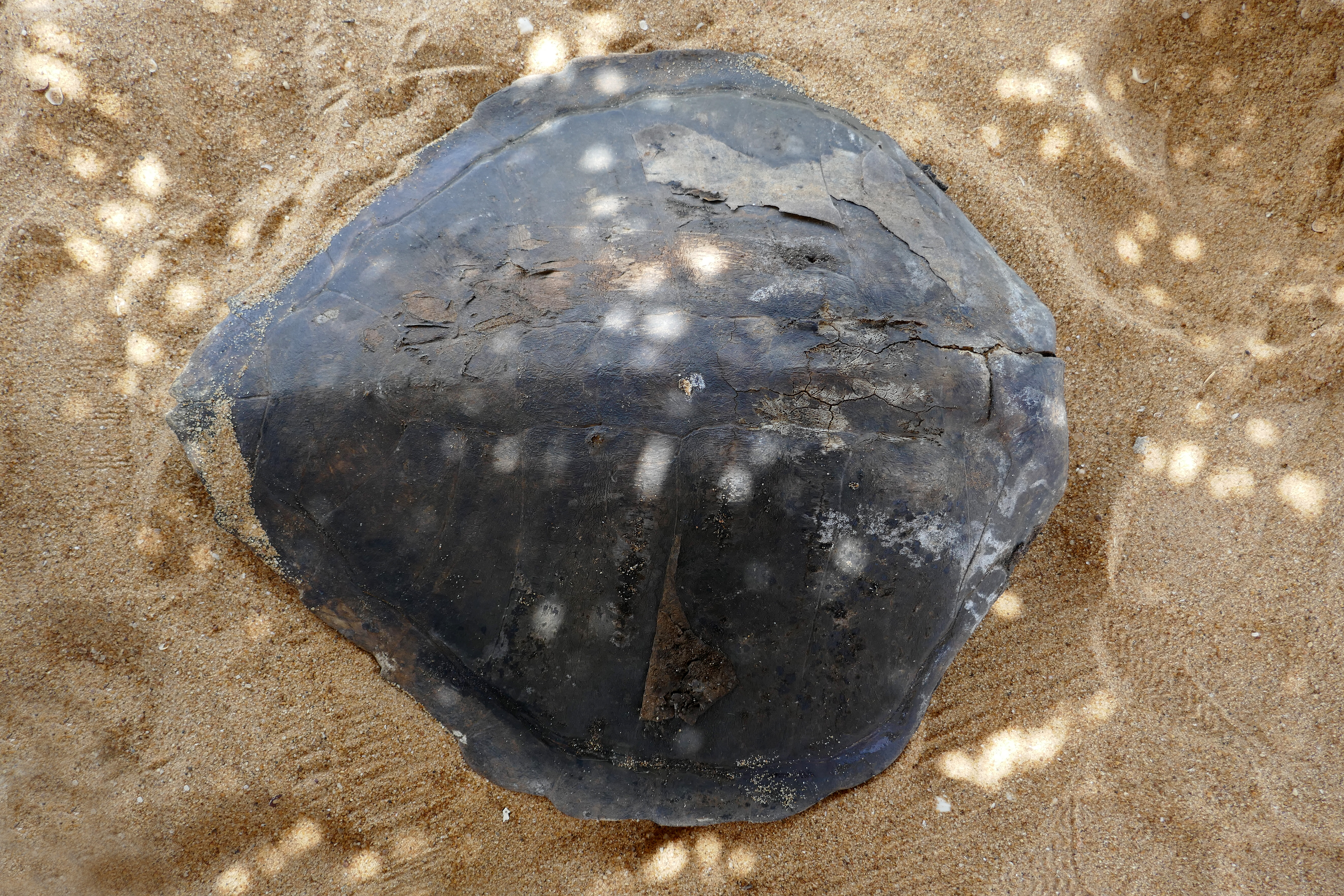
Carapace de tortue olivâtre sur la plage de Grand-Popo.

Quatre espèces de tortues marines fréquentent la côte béninoise, dont deux – les plus nombreuses – viennent pondre sur les plages, à savoir la tortue olivâtre (Lepidochelys olivacea) et la tortue luth (Dermochelys coriacea). Cependant, de graves menaces pèsent sur leur survie, liées à de multiples facteurs, dont les activités humaines, l'érosion côtière et diverses formes de pollution. Un programme de sauvegarde des tortues marines a été mis en place dans quatre zones côtières. Celle de Grand-Popo est comprise entre Houakpè plage et Hilla-Condji plage, sur une longueur de 46 km. Une fête nationale des tortues marines au Bénin a été instituée en 2004 par les écogardes pour sensibiliser les populations à l'importance de leur sauvegarde .

## Économie

### Économie

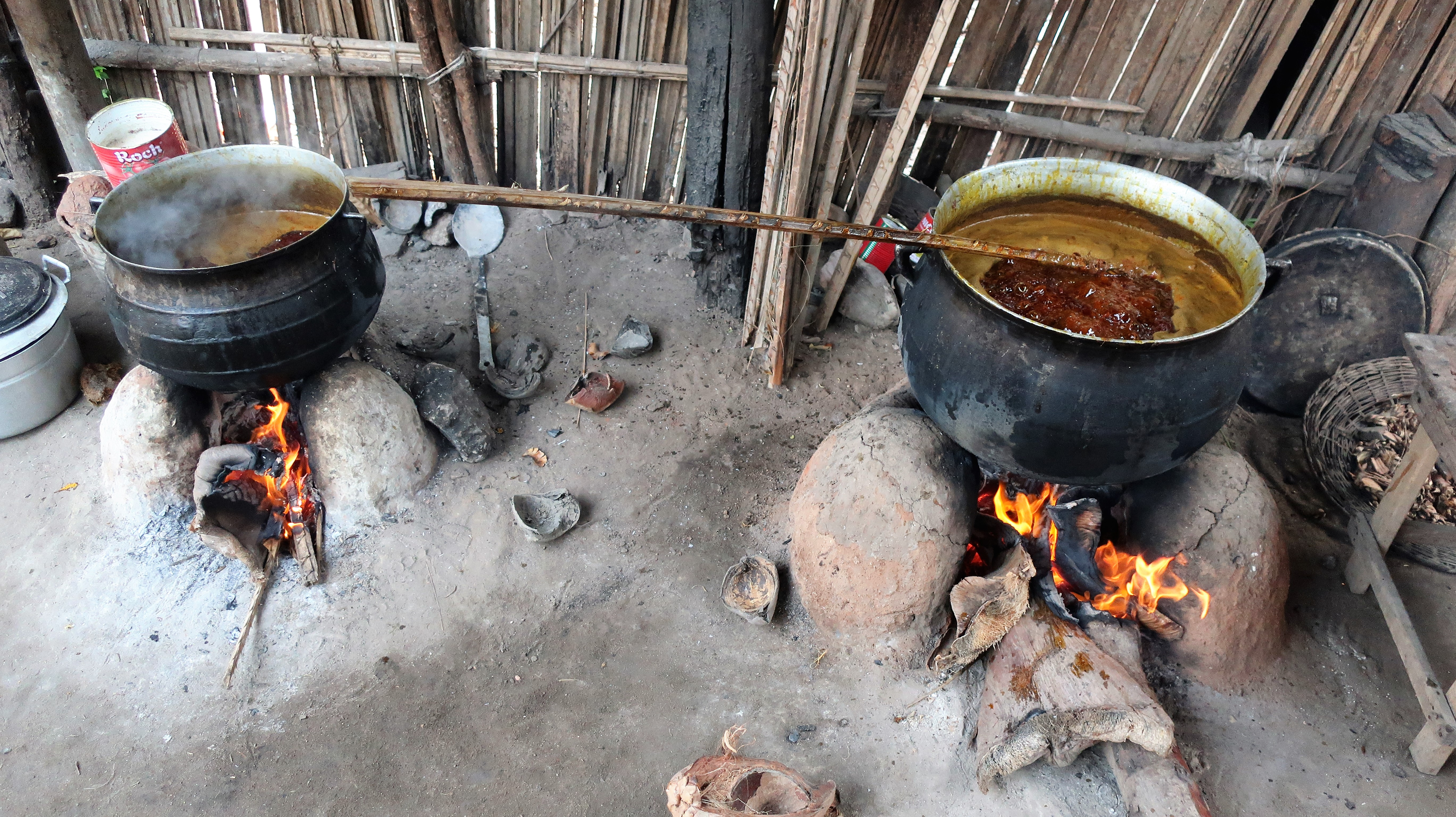
Préparation de l'huile de palme.

L'économie de la région s'appuie notamment sur l'aviculture, le petit élevage, la pisciculture, les cultures maraîchères, le maïs, le palmier à huile, la banane plantain, la canne à sucre, les crevettes, les noix de coco, la pêche et la production artisanale de sel qui peuvent contribuer à son développement économique, mais ces productions sont encore faibles, alors que le tourisme constitue le secteur véritablement porteur de la commune.

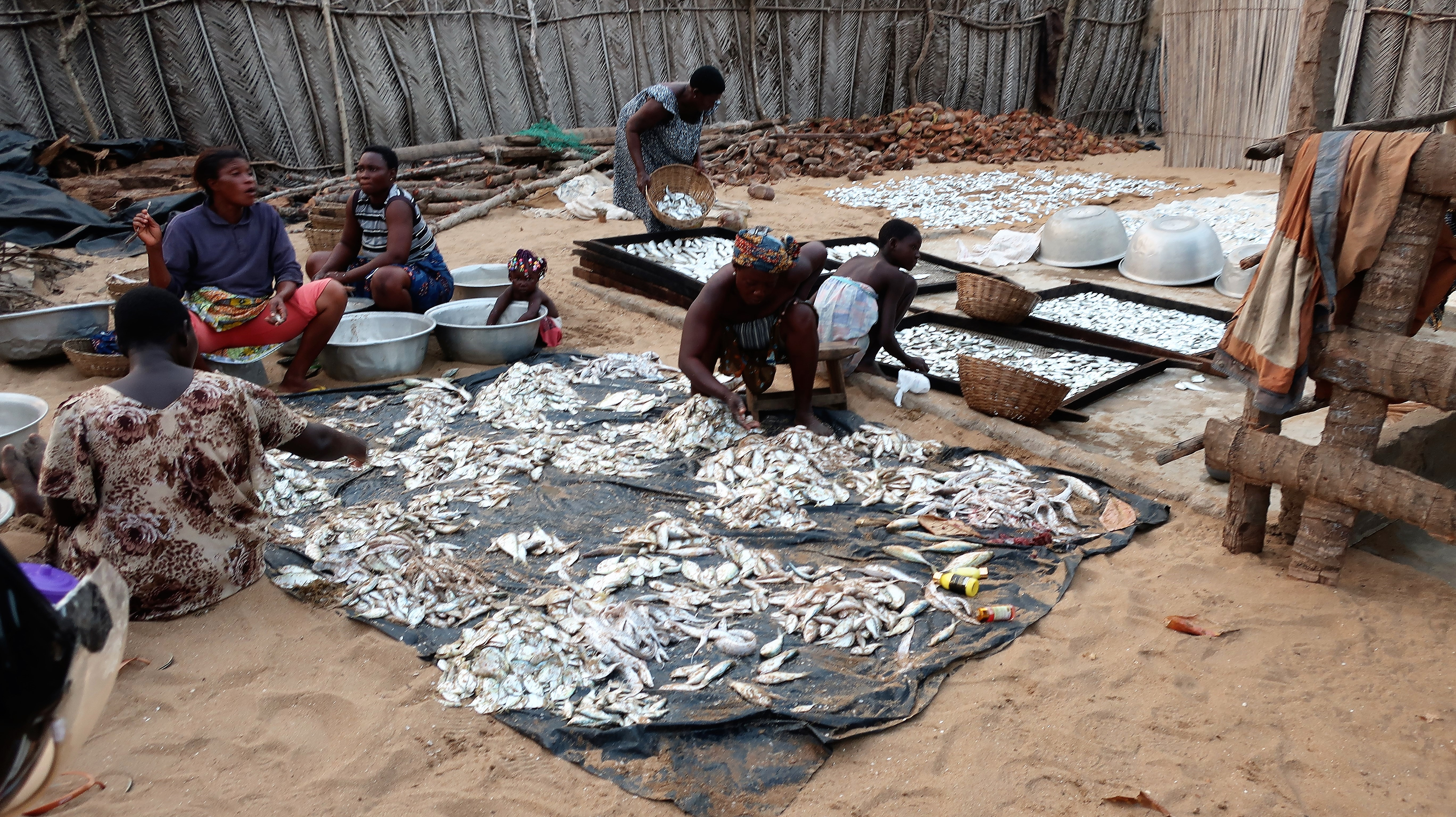
Tri des poissons à Avloh

### Tourisme
Les plages de sable, la proximité de l'embouchure du fleuve Mono (Bouche du Roy), le patrimoine architectural colonial ou les cérémonies du culte vaudou en font l'une des destinations touristiques majeures du pays.

## Démographie

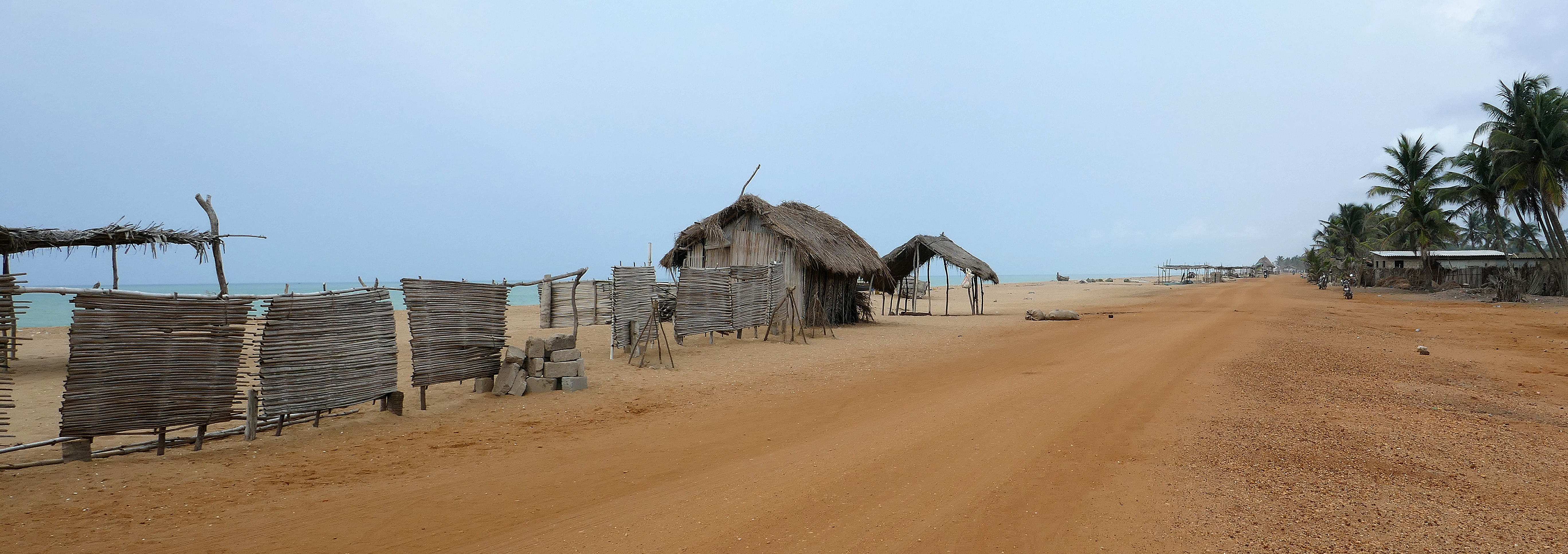
Route en bord de mer

Selon les recensements successifs, la commune comptait 33 079 habitants en 1992, 40 335 en 2002 et 57 636 en 2013, dont 11 739 pour l'arrondissement de Grand-Popo.

### Langues
Plusieurs langues y sont parlées dont le xwla-gbè, le fon et l'ewe. Ce sont principalement des populations Xwla (ou Pla) à l'ouest et dans les zones lagunaires, des Xuéla (ou Pédah) dans le nord-est, et des Guen (ou Mina) sur le littoral.

## Religion

### Vaudou

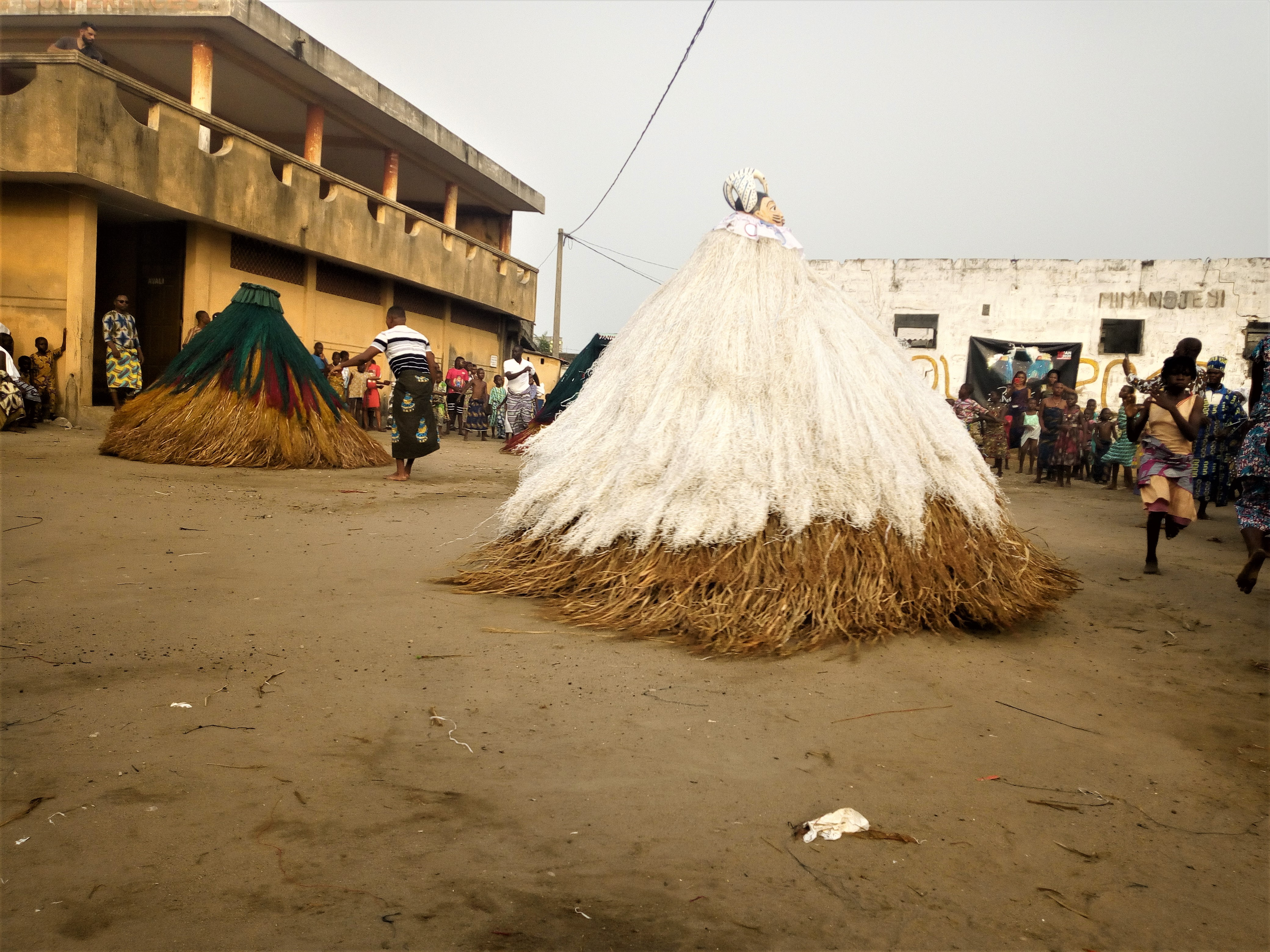
Danse du Zangbéto à guinzin au Bénin lors de la fête du 10 Janvier

Dans le département du Mono, la religion dominante est le vaudou. C'est le cas à Grand-Popo, où sa présence est très perceptible, particulièrement dans certains villages tels que Hévé. Des cérémonies ont lieu régulièrement, notamment à l'occasion de la fête nationale du vaudou le 10 janvier.